# Lijst van rivieren in Colombia

Topografische kaart van Colombia met rivieren

Dit is een lijst van rivieren in Colombia.

## Per stroomgebied
In Colombia bevinden zich vijf stroomgebieden:
- het Amazonebekken in het zuidoosten
- het Orinocobekken in het oosten
- het bekken van het meer van Maracaibo in het noordoosten
- de Caribische Zee in het noorden
- de Grote Oceaan in het westen

### Atlantische Oceaan

Kaart van het Amazonebekken in Colombia

#### Amazonebekken
- Amazone
  - Río Negro of Río Guainía
    - Vaupés of Río Uaupés
      - Papuri
      -  Querary

    - Içana of Río Isana
      -  Cuiari

    -  Aquio

  - Japurá of Río Caquetá
    - Apaporís
    - Miriti Paraná
    - Cahuinari
    - Yarí
    - Caguán
      -  Guayas

    - Río Mecaya
    -  Orteguaza

  -  Putumayo
    - Cotuhé
    - Igara Paraná
    - Cara Paraná
    - San Miguel
    -  Guamuéz

#### Orinocobekken

Kaart van het Orinocobekken in Colombia

- Orinoco
  - Arauca
  - Capanaparo
  - Meta
    - Casanare
      - Ariporo
      -  Cravo Norte

    - Guachiría
    - Pauto
    - Cravo Sur
    - Cusiana
    - Manacacías
    -  Metica
      -  Guayuriba

  - Tomo
  - Tuparro
  - Vichada
  -  Guaviare
    - Inírida
      -  Papunáua

    - Arriari
      -  Güejar

    -  Guayabero
      -  Duda

#### Meer van Maracaibo

Kaart van het afwateringsgebied naar het Meer van Maracaibo

- Catatumbo
  - Zulia
    -  Pamplonita

  - Río de Oro
  -  Sardinata

#### Caribische Zee

Kaart van het afwateringsgebied naar de Caribische Zee

- Ranchería
- Fundación
- Magdalena
  - San Jorge
  - Cauca
    - Nechí
      -  Medellín of Río Porce

    - Otún
    - La Vieja
      -  Quindío

    -  Cali

  - Cesar
    - Ariguaní
    -  Guatapurí

  - Lebrija
  - Sogamoso
    - Chicamocha
    - Fonce
    -  Suárez

  - Opón
  - Carare
  - Nare
  - Río Negro
  - Bogotá
  - Sumapaz
  - Saldaña
  - Cabrera
  - Rio Las Ceibas
  -  Río Páez
- Sinú
- Mulatos
- Leon
- Atrato of Río Choco
  - Salaquí
  - Río Sucio
  - Bojayá
  -  Murrí

### Grote Oceaan

Kaart van het afwateringsgebied naar de Grote Oceaan

- Baudó
- Río San Juan
  - Condoto
  - Tatamá
  -  Calima
- Dagua
- Yurumanguí
- Naya
- San Juan de Micay
- Patía
  - Telembí
  - Guáitara
  -  Río Mayo
- Río Mira
  - Güiza
  - Río San Juan
  -  Mataje

## Naar lengte
De Amazone met een lengte tussen 6259 en 6800 km en de Orinoco (2140 km) zijn niet inbegrepen.
| #  | Naam       | Lengte (km) | Stroomgebied (km²) | Afwateringsbekken |
| -- | ---------- | ----------- | ------------------ | ----------------- |
| 1  | Magdalena  | 1550        | 257.438            | Caribische Zee    |
| 2  | Guaviare   | 1350        | 140.000            | Orinocobekken     |
| 2  | Putumayo   | 1350        | 54.000             | Amazonebekken     |
| 2  | Cauca      | 1350        | 63.300             | Caribische Zee    |
| 5  | Inírida    | 1300        | ?                  | Orinoco           |
| 6  | Caquetá    | 1200        | 200.000            | Amazone           |
| 7  | Meta       | 1000        | 112.000            | Orinoco           |
| 8  | Apaporís   | 805         | ?                  | Amazone           |
| 9  | Vichada    | 700         | ?                  | Orinoco           |
| 10 | Vaupés     | 660         | ?                  | Amazone           |
| 11 | Capanaparo | 650         | ?                  | Orinoco           |
| 12 | Atrato     | 612         | 45.000             | Caribische Zee    |
| 13 | Patía      | 400         | 24.000             | Grote Oceaan      |